# Hesperis
- Commons
- Wikispecies

Hesperis L. é um género botânico pertencente à família Brassicaceae.

## Sinonímia
- Diplopilosa  F. Dvorák
- Micrantha F. Dvorák

## Espécies
- Hesperis matronalis L.
- Hesperis pendula DC.
- Hesperis persica Boiss.
- Hesperis sibirica L.
- Lista completa

## Classificação do gênero
| Sistema | Classificação                        | Referência               |
| ------- | ------------------------------------ | ------------------------ |
| Linné   | Classe Tetradynamia, ordem Siliquosa | Species plantarum (1753) |